# Zabytkowy dom z apteką w Zerwanej
Zabytkowy dom z apteką w Zerwanej – znajdujący się w Zerwanej, w gminie Michałowice, w powiecie krakowskim.
Dom, kaplica oraz ogród, został wpisany do rejestru zabytków nieruchomych województwa małopolskiego.

## Historia
Dom w którym mieściła się apteka oraz część mieszkalna, został wybudowany w 1917 roku przez aptekarza Maksymiliana Jarzębińskiego herbu Dąbrowa. W starej aptece można oglądać oryginalne z 1917 roku wyposażenie sali ekspedycyjnej m.in. wagi, szkło apteczne oraz meble.

## Architektura
Jest to obiekt murowany z cegły, na rzucie prostokąta, otynkowany, zbudowany w stylu późnego historyzmu.
W narożnej części budynku po stronie wschodniej znajduje się dwuprzęsłowy podcień filarowy z półkolistymi arkadami. Jedno przęsło jest częściowo zamknięte tralkami, nad drugim znajduje się napis: APTEKA. W 2000 roku budynek był przebudowany, od strony ogrodu powstał wtedy ganek i narożne dobudówki w typie alkierzy.
Kaplica w ogrodzie jest obiektem murowanym z cegły, otynkowanym, na rzucie sześcioboku. Pierwotna budowla posiadała ażurowe ścianki z filarami w narożach. W późniejszych latach została zamurowana z pięciu stron. Pozostały tylko owalne otwory w ściankach. W kaplicy na postumencie znajduje się figura św. Jana Nepomucena, z 1774 roku.

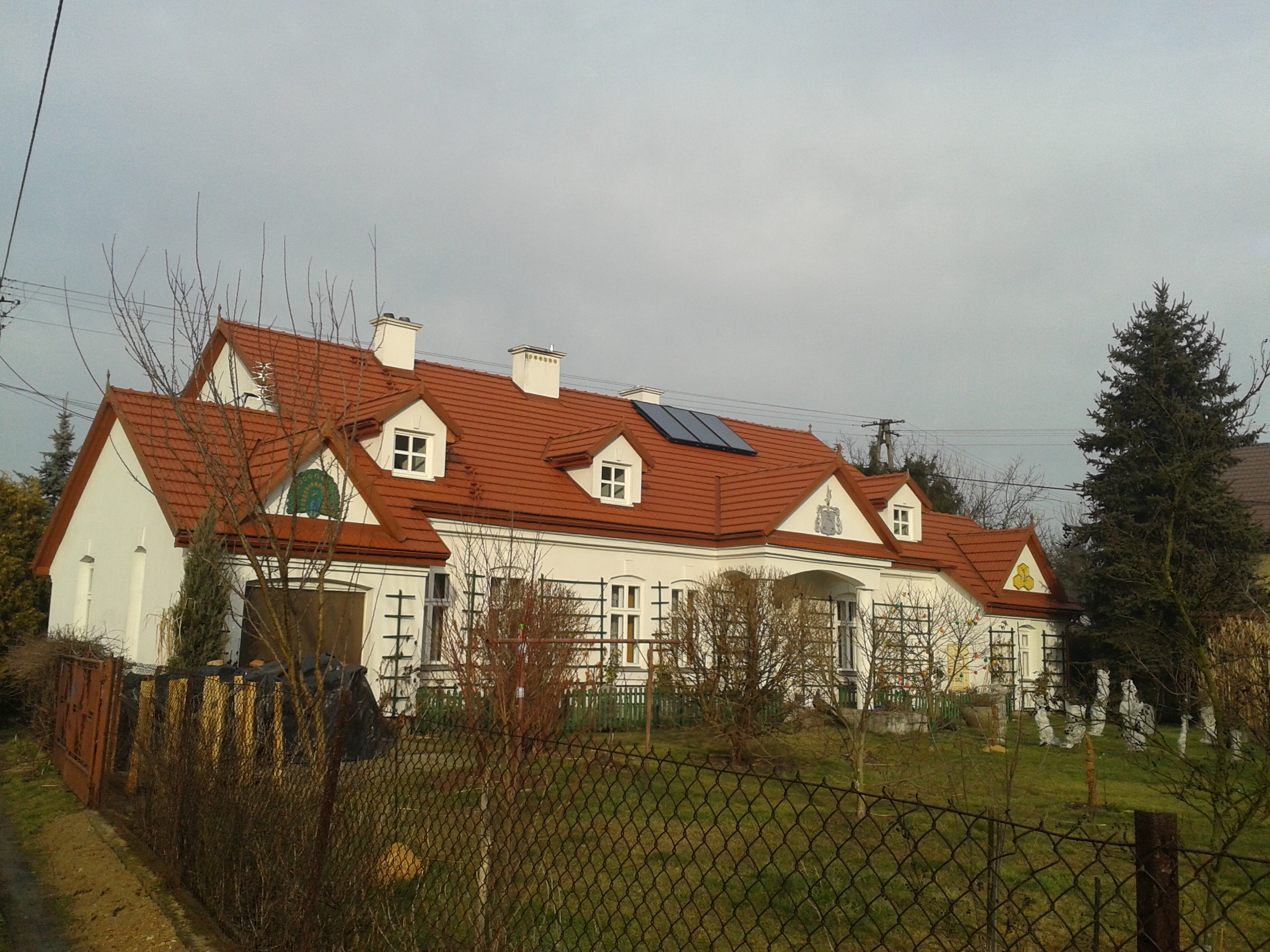
Apteka w Zerwanej od tyłu

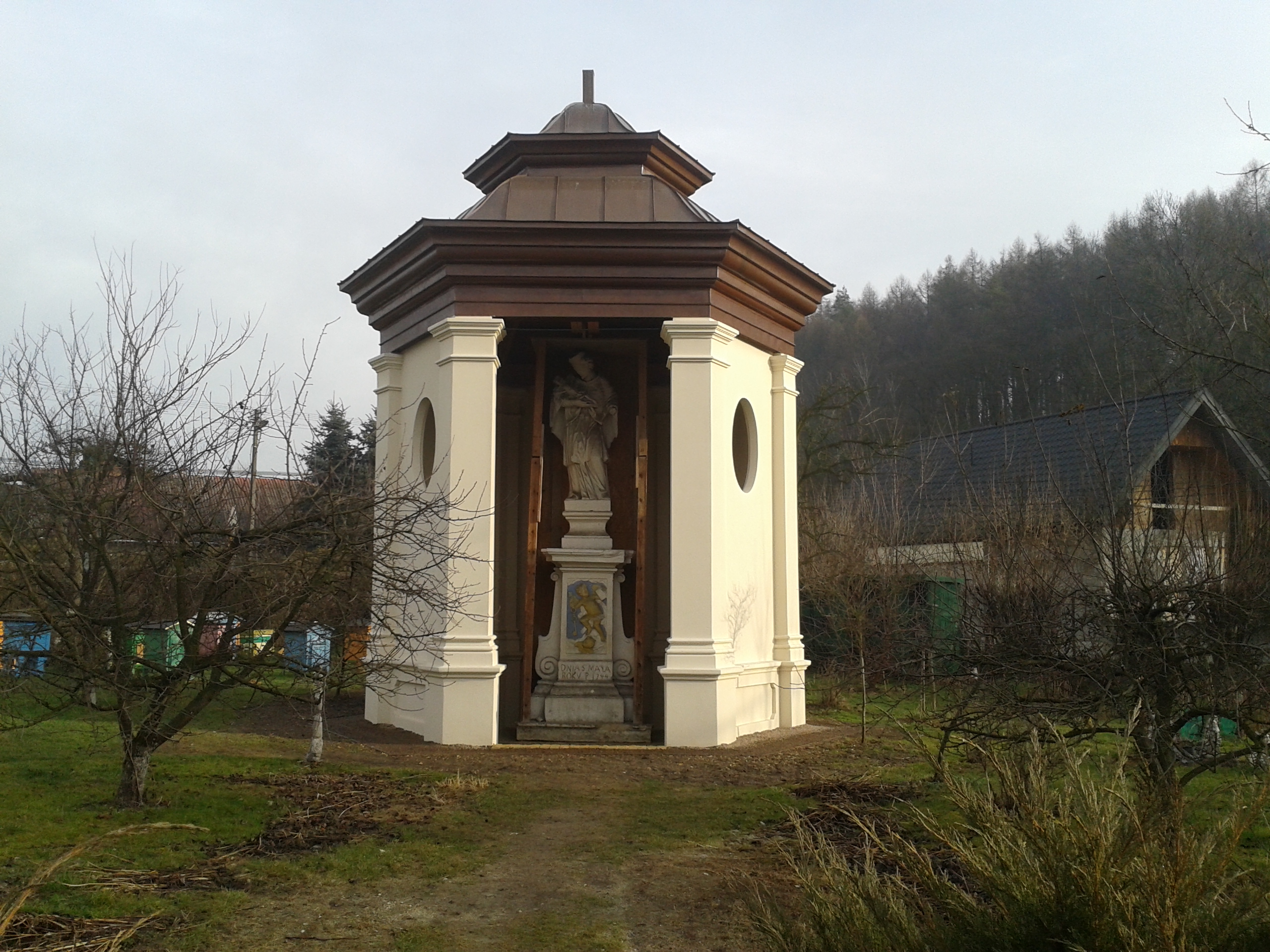
Kapliczka z figurą św. Jana Nepomucena